# Michael Engel (Wissenschaftshistoriker)

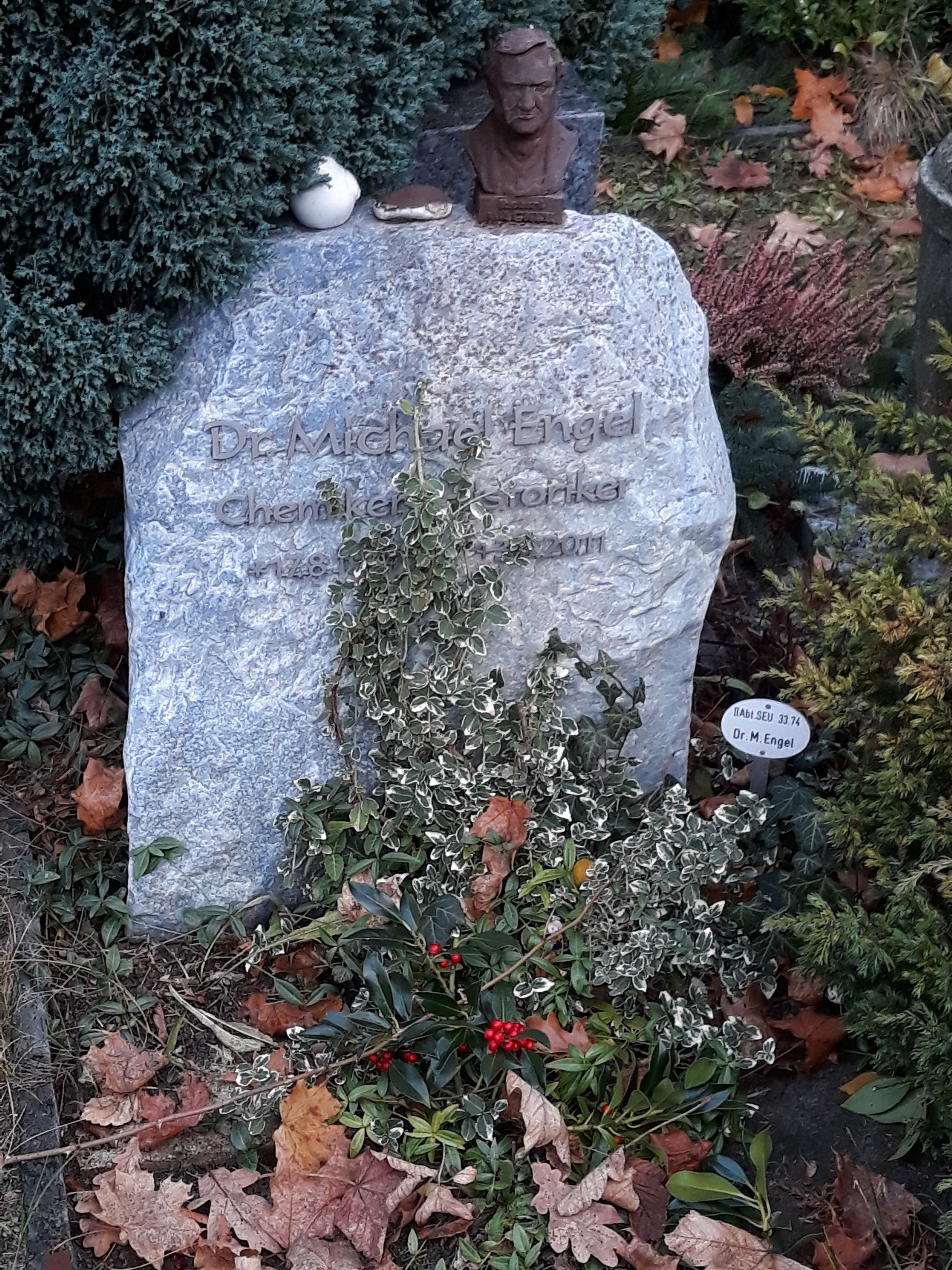
Das Grab von Michael Engel auf dem evangelischen Luisenkirchhof II in Berlin-Charlottenburg.

Michael Engel, eigentlich Peter-Michael Engel (* 17. August 1941 in Berlin; † 3. März 2011 ebenda), war ein deutscher Chemiker, Bibliothekar, Wissenschaftshistoriker und Verleger. Er war lange Zeit als Bibliothekar und Leiter des Archivs an der Freien Universität Berlin tätig und hat unter anderem eine Geschichte Dahlems verfasst.

## Leben
Engel studierte Chemie an der Freien Universität Berlin und promovierte 1975 an der FU mit einer Arbeit über die „Eigenschaften des Metavanadat-Ions in binären und ternären Lösungen“. Danach absolvierte er eine Ausbildung zum Bibliothekar an der Universitätsbibliothek der FU Berlin. 1979 wurde er Bibliotheksrat und später Oberbibliotheksrat für die Bereiche Medizin, Pharmazie, Biologie und Chemie. Bereits seit 1973 hatte er einen Lehrauftrag für „Geschichte der Chemie“ am Fachbereich Chemie der FU Berlin. Später war er ab 2000 Leiter des Universitätsarchivs der Unibibliothek der FU Berlin. 1991 gründete er den „Verlag für Wissenschafts- und Regionalgeschichte Berlin“, der vor allem wissenschaftshistorische Arbeiten veröffentlichte. Seine Frau Brita Engel veröffentlichte ebenfalls zur Geschichte der Chemie in Berlin und gab mehrere Bände im Verlag heraus.

## Veröffentlichungen (Auswahl)
- Geschichte Dahlems, Berlin : Berlin-Verlag Spitz 1984, ISBN 978-3-87061-155-2.
- Chemie im achtzehnten Jahrhundert : auf dem Weg zu einer internationalen Wissenschaft ; Georg Ernst Stahl (1659–1734) zum 250. Todestag (Ausstellung 29. Mai – 7. Juli 1984), Staatsbibliothek Preuss. Kulturbesitz / [Ausstellung u. Katalog: Michael Engel], Wiesbaden : Reichert 1984, ISBN 978-3-88226-220-9

- Vier Jahrhunderte Chemie in Berlin – Band 1., Die Entwicklung der Chemie und ihrer Grenzgebiete in Berlin vom 16. Jahrhundert bis zur Gründung der Berliner Universität im Jahre 1810, Berlin (Wilmersdorf) : M. Schneider 2012